# Kuženkino
Kuženkino (in russo Куженкино?) è un insediamento di tipo urbano della Russia europea, situato nell'oblast' di Tver', nel Bologovskij rajon.
Si trova sul fiume Šlina, 176 km a nord-ovest di Tver' e 20 km a sud di Bologoe.